# Einstein-Preis für Laserforschung
Der Einstein-Preis für Laserforschung (Einstein Prize for Laser Science) war ein von 1988 bis 1999 verliehener Preis der Society for Optics and Quantum Electronics. Der Preis wurde durch Eastman-Kodak gesponsert und auf der International Conference on Lasers and Applications verliehen. Er ist nach Albert Einstein als dem Entdecker der stimulierten Emission benannt und war mit einer Bronzemedaille mit dem Bild Einsteins und der Darstellung des Zweiniveau-Übergangs mit A- und B-Koeffizienten verbunden.

## Preisträger
- 1988 Serge Haroche, Herbert Walther
- 1989 H. Jeff Kimble
- 1990 Daniel Frank Walls, Carlton M. Caves[2]
- 1991 Stephen E. Harris[3], Lorenzo Narducci
- 1992 John L. Hall, Willis E. Lamb
- 1993 Raymond Chiao, Norman F. Ramsey[4]
- 1995 Theodor W. Hänsch, Carl E. Wieman
- 1996 David J. Wineland, Peter L. Knight[5]
- 1999 Paul Corkum[6]